# Anton Logi Lúðvíksson
Anton Logi Lúðvíksson (13 marzo 2003) è un calciatore islandese, centrocampista del Breiðablik e della nazionale islandese.

## Carriera

### Club
Cresciuto nel settore giovanile del Breiðablik, nel 2020 è passato in prestito alla SPAL dove è rimasto per sei mesi. Rientrato in Islanda, ha debuttato con la prima squadra il 4 ottobre nell'incontro di Úrvalsdeild vinto 4-1 contro il Fylkir.
Nel luglio del 2021 è passato in prestito all'Afturelding per sei mesi, dopodiché al suo ritorno al Breidablik ha iniziato a giocare con maggior continuità.
Il 4 gennaio 2024 è stato acquistato a titolo definitivo dall'Haugesund.

### Nazionale
Ha giocato numerose partite con le varie nazionali giovanili islandesi.
Ha debuttato con la nazionale islandese il 18 gennaio 2024 nell'amichevole vinta 2-0 contro l'Honduras.

## Statistiche

### Presenze e reti nei club
Statistiche aggiornate al 17 aprile 2024.
| Stagione        | Squadra         | Campionato      | Campionato | Campionato | Coppe nazionali | Coppe nazionali | Coppe nazionali | Coppe continentali | Coppe continentali | Coppe continentali | Altre coppe | Altre coppe | Altre coppe | Totale | Totale | Totale |
| Stagione        | Squadra         | Comp            | Pres       | Reti       | Comp            | Pres            | Reti            | Comp               | Pres               | Reti               | Comp        | Pres        | Reti        | Pres   | Reti   |        |
| --------------- | --------------- | --------------- | ---------- | ---------- | --------------- | --------------- | --------------- | ------------------ | ------------------ | ------------------ | ----------- | ----------- | ----------- | ------ | ------ | ------ |
| 2020            | Breiðablik      | UD              | 1          | 0          | CI+CdL          | 0               | 0               |                    | -                  | -                  |             | -           | -           | 1      | 0      |        |
| 2021            | Breiðablik      | UD              | 0          | 0          | CI+CdL          | 1+0             | 0               |                    | -                  | -                  |             | -           | -           | 1      | 0      |        |
| 2021            | Afturelding     | 1D              | 14         | 1          | CI+CdL          | 0               | 0               |                    | -                  | -                  |             | -           | -           | 14     | 1      |        |
| 2022            | Breiðablik      | UD              | 15         | 2          | CI+CdL          | 3+0             | 1+0             | UECL               | 3                  | 0                  | SI          | 1           | 0           | 22     | 3      |        |
| 2023            | Breiðablik      | UD              | 18         | 2          | CI+CdL          | 1+0             | 0               | UCL+UEL+UECL       | 4+2+8              | 0+1+0              | SI          | 1           | 0           | 20     | 2      |        |
| 2024            | Haugesund       | ES              | 3          | 0          | CN              | 0               | 0               |                    | -                  | -                  |             | -           | -           | 3      | 0      |        |
| Totale carriera | Totale carriera | Totale carriera | 51         | 5          |                 | 5               | 1               |                    | 17                 | 1                  |             | 2           | 0           | 75     | 7      |        |

### Cronologia presenze e reti in nazionale
| Cronologia completa delle presenze e delle reti in nazionale ― Islanda | Cronologia completa delle presenze e delle reti in nazionale ― Islanda | Cronologia completa delle presenze e delle reti in nazionale ― Islanda | Cronologia completa delle presenze e delle reti in nazionale ― Islanda | Cronologia completa delle presenze e delle reti in nazionale ― Islanda | Cronologia completa delle presenze e delle reti in nazionale ― Islanda | Cronologia completa delle presenze e delle reti in nazionale ― Islanda | Cronologia completa delle presenze e delle reti in nazionale ― Islanda |
| Data                                                                   | Città                                                                  | In casa                                                                | Risultato                                                              | Ospiti                                                                 | Competizione                                                           | Reti                                                                   | Note                                                                   |
| ---------------------------------------------------------------------- | ---------------------------------------------------------------------- | ---------------------------------------------------------------------- | ---------------------------------------------------------------------- | ---------------------------------------------------------------------- | ---------------------------------------------------------------------- | ---------------------------------------------------------------------- | ---------------------------------------------------------------------- |
| 17-1-2024                                                              | Fort Lauderdale                                                        | Honduras                                                               | 0 – 2                                                                  | Islanda                                                                | Amichevole                                                             | -                                                                      | 46’                                                                    |
| Totale                                                                 |                                                                        | Presenze                                                               | 1                                                                      |                                                                        | Reti                                                                   | 0                                                                      |                                                                        |

## Palmarès

### Club

#### Competizioni nazionali
- Campionato islandese: 1

Breiðablik: 2022